# In Tirol gaat de ontucht nooit verloren
In Tirol gaat de ontucht nooit verloren (oorspronkelijke titel: Liebesgrüße aus der Lederhose 3: Sexexpress aus Oberbayern, "Veel liefs uit de lederhose 3: Seksexpres uit Opper-Beieren") is een Tiroler seksfilm van Gunter Otto uit 1977.

## Plot
De zoon van de burgemeester van een Beiers dorp heeft een relatie met de dochter van de burgemeester van een concurrerende gemeente. Als de twee gemeentes moeten fuseren breekt er een conflict uit, maar de dorpelingen ontdekken al snel dat het niet zo erg is met elkaar het bed in te duiken.

## Rolverdeling
- Peter Steiner - Burgemeester Sepp
- Franz Muxeneder - Burgemeester Alois Brummberger
- Rosl Mayr - Frau Brummberger
- Judith Fritsch - Uschi
- Helga Bender - Zenzi (als Helga König)
- Erich Kleiber - Willi
- Bueno De Mesquita - Antonio (als Bueno)

## Achtergrond
Sexexpress aus Oberbayern (In Tirol gaat de ontucht nooit verloren) is na Vrolijke ontucht in Tirol en In Tirol gaat de ontucht vrolijk verder het derde deel uit de filmserie Liebesgrüße aus der Lederhose en als eerste deel niet geregisseerd door Franz Marischka. Regisseur Gunter Otto had in deel 1 en 2 de productie en cinematografie voor zijn rekening genomen.
De film kreeg in 1978 een vervolg met Liebesgrüße aus der Lederhose 4: Die versaute Hochzeitsnacht, dat in Nederland verwarrend genoeg de titel De Tiroler sex-expres meekreeg. In beide delen speelt de Nederlandse komiek Bueno de Mesquita een rol. De film valt in de serie op doordat er bijna geen seks in voorkomt. 

## Ontvangst
De SpeelfilmEncyclopedie (1986) waardeert de film met een halve ster uit vier ("slecht"). Cinema.nl geeft twee sterren uit vijf en spreekt van de "derde flauwe seksfilm in de reeks, die groot succes had bij het bioscooppubliek". De gemiddelde score op IMDb is 3,3 uit tien. Het Lexikon des Internationalen Films noemt de film een "stupide klucht" die bestaat uit "platte seksscènes, goedkope slapstick en afgezaagde grappen".